# KiSS KiSS
KiSS KiSS(키스 키스)는 일본의 여성 아이돌 그룹이다. 소속 사무소는 주식회사 WACK. 소속 레이블은 WACK Records.

## 개요
2023년 3월 25일, WACK 합동 합숙 오디션 2023에서 GANG PARADE에 소속되는 키라 메이, 카논, 챤베이비, 나루하월드, 아이나스타, 카노세이 등 6명.

## 구성원
- 키라 메이 (キラ・メイ)
- 카논 (キャ・ノン)
- 챤베이비 (チャンベイビー)
- 나루하월드 (ナルハワールド)
- 아이나스타 (アイナスター)

### 전 구성원
- 카노세이 (カ能セイ)

## 작품

### 앨범
| # | 발매일          | 타이틀      | 순위 | 비고 |
| - | --------------- | ----------- | ---- | ---- |
| 1 | 2023년 6월 21일 | FiRST ALBUM | 4위  |      |

### 착신 한정
| #  | 발매일           | 타이틀                                     | 형태 |
| -- | ---------------- | ------------------------------------------ | ---- |
| 1  | 2023년 4월 17일  | KiSSES (SiNGLE ver.)                       | 싱글 |
| 2  | 2023년 5월 1일   | いないいないばー/マシュマロボディ/雨天決行 | 싱글 |
| 3  | 2023년 5월 30일  | あの日のメロディ                           | 싱글 |
| 4  | 2023년 5월 30일  | Twilight                                   | 싱글 |
| 5  | 2023년 5월 30일  | KiSS KiSS SUNSET                           | 싱글 |
| 6  | 2023년 12월 18일 | Cake!                                      | 싱글 |
| 7  | 2024년 1월 15일  | チョコキス!!                               | 싱글 |
| 8  | 2024년 3월 18일  | ファンファーレ                             | 싱글 |
| 9  | 2024년 5월 20일  | キミのいちばんになりたくて                 | 싱글 |
| 10 | 2024년 8월 23일  | 楽園きゅ～とぴあ♡                          | 싱글 |
| 11 | 2024년 11월 13일 | ほっちゅ!                                  | 싱글 |
| 12 | 2025년 2월 10일  | かわいいなんて言わないで                   | 싱글 |
| 13 | 2025년 5월 3일   | なんたって好き!                            | 싱글 |
| 14 | 2025년 8월 9일   | キスフロート                               | 싱글 |